# هانسا دی‌.آی
هانسا دی. آی (به انگلیسی: Hansa-Brandenburg_D.I) یک هواگرد از نوع جنگنده ساخت شرکت هنسا-برندنبرگ است. هواگرد هانسا دی. آی نخستین پروازش را در ۱۹۱۶ میلادی انجام داد. این هواگرد در سال پاییز ۱۹۱۶ میلادی رسماً معرفی گردید. در مجموع، تعداد ۱۲۲ فروند از این هواگرد ساخته شده‌است.
طراح این هواگرد، ارنست هاینکل بود.